# 榮枝裕貴
- 榮枝裕貴
- 栄枝裕貴

榮枝 裕貴（さかえだ ゆうき、1998年5月16日 - ）は、高知県高知市出身のプロ野球選手（捕手）。右投右打。阪神タイガース所属。

## 経歴

### プロ入り前
高知市立朝倉小学校1年で「朝倉スワローズ」に入団し野球を始め、主に捕手を務め、6年時には全国大会で準優勝に貢献。高知中学校時代は同校の軟式野球部に所属、全国優勝を経験した。
高知高校では、1年秋からベンチ入りすると共に正捕手の座を掴むと、その後「4番・捕手」を担った。2年夏は県大会決勝で明徳義塾に6-7で敗れ準優勝。6-5とリードし迎えた9回表二死一・二塁、カウント1ボール2ストライクと追い込み、甲子園まであとストライク1つの場面で逆転適時三塁打を打たれた試合だった。3年春の四国大会では優勝を果たしたものの、同年夏は準々決勝で中村に敗れベスト8に終わった。甲子園出場はなし。
立命館大学では1年秋からベンチ入り。3年時までは控え捕手だったが、通算40打数16安打、打率.400を記録。同年の大学野球日本代表候補合宿に参加した。4年時から正捕手となった。大学の先輩の古田敦也にちなみ「古田2世」とも呼ばれ、古田がヤクルト時代に着けていた背番号「27」を背負っていた。通算46試合出場で、打率.329、0本塁打、15打点。3学年上に東克樹、2学年上に辰己涼介、1学年上に坂本裕哉がいる。
2020年のドラフト会議で阪神タイガースから4位指名を受けた（プロ側には5位以下なら社会人に進むと伝えていた）。契約金5000万円、年俸800万円で仮契約（金額は推定）。背番号は39。

### 阪神時代
2021年、3月30日に右肋骨の疲労骨折と診断されたことが発表された。6月9日の対広島東洋カープ二軍戦（由宇練習場）で実戦に復帰した。10月12日に初めて一軍に昇格するも、翌日の練習中に再び右肋骨を疲労骨折し、15日に出場登録を抹消された。このことから来シーズンは怪我をしないよう心がけているという。オフには現状維持となる800万円で契約を更改した。
2022年、新型コロナウイルスの濃厚接触者となった坂本誠志郎に代わって7月14日に一軍に昇格。しかし、特例2022によって昇格した大山悠輔の枠を開けるため18日に再度抹消された。8月28日には鼻詰まりの症状を訴えた梅野隆太郎に代わり再昇格するも、梅野が2日後に復帰したことで再抹消された。9月28日に新型コロナウイルス陽性が判明した長坂拳弥に代わり3度目の昇格。10月2日の対東京ヤクルトスワローズ戦（阪神甲子園球場）で1点を追う9回に代打で登場し、抑えのスコット・マクガフからプロ初安打となる同点適時打を放った。シーズン最終戦であったこともあり、ベンチ入りしていた最後の野手としての出場であった。
2023年は、9月15日の広島戦でプロ初の先発出場を果たし、4回には安打を放った。シーズン全体としては2試合のみの出場に終わり、ポストシーズンでも一軍に帯同していたがベンチ入りは果たせなかった。11月20日に30万円増の推定年俸800万円で契約を更改した。
2024年は、8月14日の巨人戦1試合に守備で途中出場したのみで終わった。一方、二軍では82試合の出場で打率.274、3本塁打、32打点と高成績を残した。11月20日に20万円減の推定年俸780万円で契約を更改した。

## 選手としての特徴・人物
遠投110m、二塁送球1.8秒台を計測する強肩捕手。素早く正確なスローイングが持ち味。打撃ではスイングスピードが速く、打球を広角に打ち分ける。50m6秒1。
趣味は麻雀で、立命館大学野球部のイヤーブックで将来の夢に「プロ雀士」と書いたことがある。
小学生時代は陸上チームの「高知橘クラブ」にも所属。6年時にはソフトボール投げで63m21を記録し高知県大会で優勝、100m走でも2位という結果を残していた。
中学3年時に出場した全国大会決勝では、捕手は装着しないと試合に出場できない股間の防具「ファウルカップ」をホテルに忘れてきてしまったが、審判員から「今回だけ」と貸してもらい、試合を棄権することなく優勝を果たした。
旧字体の「榮枝」は全国に約10人しかいない珍しい名字で、「2021年プロ野球選手 珍しいレア名字ランキング」で1位となった。

## 詳細情報

### 年度別打撃成績
| 年 度     | 球 団     | 試 合 | 打 席 | 打 数 | 得 点 | 安 打 | 二 塁 打 | 三 塁 打 | 本 塁 打 | 塁 打 | 打 点 | 盗 塁 | 盗 塁 死 | 犠 打 | 犠 飛 | 四 球 | 敬 遠 | 死 球 | 三 振 | 併 殺 打 | 打 率 | 出 塁 率 | 長 打 率 | O P S |
| --------- | --------- | ----- | ----- | ----- | ----- | ----- | -------- | -------- | -------- | ----- | ----- | ----- | -------- | ----- | ----- | ----- | ----- | ----- | ----- | -------- | ----- | -------- | -------- | ----- |
| 2022      | 阪神      | 1     | 1     | 1     | 0     | 1     | 0        | 0        | 0        | 1     | 1     | 0     | 0        | 0     | 0     | 0     | 0     | 0     | 0     | 0        | 1.00  | 1.00     | 1.00     | 2.00  |
| 2023      | 阪神      | 2     | 4     | 3     | 0     | 1     | 0        | 0        | 0        | 1     | 0     | 0     | 0        | 1     | 0     | 0     | 0     | 0     | 1     | 0        | .333  | .333     | .333     | .667  |
| 2024      | 阪神      | 1     | 0     | 0     | 0     | 0     | 0        | 0        | 0        | 0     | 0     | 0     | 0        | 0     | 0     | 0     | 0     | 0     | 0     | 0        | ----  | ----     | ----     | ----  |
| 通算：3年 | 通算：3年 | 4     | 5     | 4     | 0     | 2     | 0        | 0        | 0        | 2     | 1     | 0     | 0        | 1     | 0     | 0     | 0     | 0     | 1     | 0        | .500  | .500     | .500     | 1.000 |

- 2024年度シーズン終了時

### 年度別守備成績
| 年 度 | 球 団 | 捕手  | 捕手  | 捕手  | 捕手  | 捕手  | 捕手     | 捕手  | 捕手     | 捕手     | 捕手     | 捕手     |
| 年 度 | 球 団 | 試 合 | 刺 殺 | 補 殺 | 失 策 | 併 殺 | 守 備 率 | 捕 逸 | 企 図 数 | 許 盗 塁 | 盗 塁 刺 | 阻 止 率 |
| ----- | ----- | ----- | ----- | ----- | ----- | ----- | -------- | ----- | -------- | -------- | -------- | -------- |
| 2023  | 阪神  | 1     | 2     | 0     | 0     | 0     | 1.000    | 0     | 1        | 1        | 0        | .000     |
| 2024  | 阪神  | 1     | 2     | 0     | 0     | 0     | 1.000    | 0     | 0        | 0        | 0        | ----     |
| 通算  | 通算  | 2     | 4     | 0     | 0     | 0     | 1.000    | 0     | 1        | 1        | 0        | .000     |

- 2024年度シーズン終了時[注 1]

### 記録
初記録
- 初出場・初打席・初安打・初打点：2022年10月2日、対東京ヤクルトスワローズ25回戦（阪神甲子園球場）、9回裏に小林慶祐の代打で出場、スコット・マクガフから右前適時打
- 初先発出場：2023年9月15日、対広島東洋カープ22回戦（MAZDA Zoom-Zoom スタジアム広島）、「7番・捕手」で先発出場

### 背番号
- 39（2021年[15] - ）

### 登場曲
- 「トレイン」ケツメイシ（2021年）
- 「手紙～未来」ケツメイシ（2022年）
- 「走り続けた日々」ケツメイシ（2023年 - ）※奇数打席
- 「逆光」Ado（2023年 - ）※偶数打席